# Чжан Хуэй
Чжан Хуэй (кит. 张会, род. 8 марта 1988 в Биньсяне, провинция Хэйлунцзян) — китайская шорт-трекистка, Олимпийская чемпионка 2010 года, трёхкратная чемпионка мира. Окончила Харбинский институт физического воспитания в степени бакалавра в 2012 году и Пекинский университет физического воспитания в степени магистра в 2015 году.

## Биография
Чжан Хуэй родилась в Биньсяне, в уезде Харбина, где и начала кататься на коньках в школьной команде, в возрасте 10 лет. В 1999 году в возрасте 11 лет она начал кататься на коньках на открытом воздухе. За два года обучения в уездном центре ни один из её родителей не встречался с её тренером. В семье также были сестра и младший брат и у родителей не было больше времени, чтобы заботиться о Чжан Хуэй, они зарабатывали на жизнь. Чжан обычно ездила в окружную спортивную школу и обратно одна. 
Чтобы оплатить обучение Чжан Хуэй, сборы за обучение и оборудование, семья почти всегда была в долгах. В 2000 году из-за своих выдающихся результатов в округе она собрала свой багаж и переехала в кампус спортивной школы Харбина, чтобы попрактиковаться в конькобежном спорте. В 2002 году поступила в Харбинскую муниципальную спортивную школу для занятий шорт-треком, а в 2003 году  поступила в Учебный центр Харбинского зимнего проекта и стала профессиональным спортсменом.
В 2007 году она выиграла национальный чемпионат по шорт-треку в беге на 1000 метров. В мае 2008 года она вошла в национальную сборную и дебютировала на международных соревнованиях на этапе Кубка мира в США в октябре, а в марте 2009 вместе с партнёршами в эстафете выиграла золотую медаль на чемпионате мира в Вене. Через неделю на командном чемпионате мира в Херенвене вновь взяла золото в составе команды. Также на Кубке мира в сезоне 2009/10 годов в составе эстафетной команды одержала семь побед.
В феврале 2010 года на Олимпийских играх в Ванкувере одержала победу в эстафете вместе с Ван Мэн, Чжоу Ян, Сунь Линьлинь, установив мировой рекорд 4.6,610 с. В конце январе 2011 года на зимних Азиатских играх в Астане взяла в эстафете золото, через месяц на очередном чемпионате мира в Шеффилде вновь выиграла золотую медаль с Лю Цюхун, Фань Кэсинь, Ли Цзяньжоу и Сяо Хань. 
В конце марта на чемпионате мира среди команд в Варшаве завоевала серебро. Чжан одержала ещё четыре победы в Монреале, Квебеке, Шанхае и Москве в эстафетах на этапах Кубка мира в 2011 году. Вышла на пенсию из-за травм шейного и поясничного отделов позвоночника в марте 2011 года.

## Личная жизнь и тренерская работа
С 2008 по 2012 год она училась в аспирантуре Харбинского института физического воспитания, а с 2012 по 2015 год в Пекинском университете физического воспитания. 22 марта 2014 года в Харбине она вышла замуж за конькобежца Бай Лонга, с которым строила романтические отношения с 2006 года. В 2014 году её пригласили в качестве учёного в Университет Миннесоты в США, где пробыла до 2015 года. 
В то же время Чжан работала неполный рабочий день тренером двух клубов по шорт-треку и конькобежному спорту. Летом 2019 года она вернулась в Китай и работала 2-м тренером китайской команды по шорт-треку в течение 2-х лет. В настоящее время Чжан Хуэй сосредотачивает свою жизнь на детях. Время от времени она берёт своего 5-летнего сына кататься на лыжах, а также открыла молодежный конькобежный клуб для популяризации ледовых и снежных видов спорта.
5 января 2022 года в Харбине состоялось мероприятие по показу факела зимних Олимпийских игр в Пекине 2022 года, который демонстрировала Чжан Хуэй. 4 февраля на Церемонии открытия зимних Олимпийских игр 2022 года в Пекине она участвовала в выносе Олимпийского флага.